# Уголовный кодекс Украины
Уголо́вный ко́декс Украи́ны (УКУ, укр. Кримінальний кодекс України, ККУ) — единый законодательный акт Украины, регулирующий правоотношения, которые возникают как следствие совершения лицом преступления (наказуемого, общественно опасного деяния), в частности устанавливает объём уголовной ответственности. Уголовный (криминальный) кодекс Украины (УК/КК Украины) принят Верховной Радой Украины 5 апреля 2001 г. и вступил в силу 1 сентября 2001 г. УК Украины заменил Уголовный кодекс УССР (укр. Кримінальний кодекс УРСР) 1960 года.

## Структура УК Украины
Уголовный кодекс Украины состоит из Общей и Особенной частей, делится на разделы и статьи.
- Общая часть содержит 15 разделов (ст. 1—108) и устанавливает предпосылки признания или непризнания лица виновным в совершении преступления, а также наказания и виды наказаний.
- Особенная часть состоит из 20 разделов (ст. 109—447) в ней описан каждый состав преступления и установлена мера ответственности.